# Trichocosmia drasteroides
Trichocosmia drasteroides är en fjärilsart som beskrevs av Smith 1903. Trichocosmia drasteroides ingår i släktet Trichocosmia och familjen nattflyn. Inga underarter finns listade i Catalogue of Life.